# Iglesia de Santo Tomás (Jersey)
La Iglesia de Santo Tomás (en inglés: Saint Thomas Church) es una iglesia histórica en la localidad de Saint Helier, en Jersey una de las dependencias de la Corona de la monarca del Reino Unido. Es la iglesia más grande de las Islas del Canal, y abrió sus puertas en 1885. Se trata de una iglesia que pertenece a los católicos y depende de la Diócesis de Portsmouth.
La construcción del templo comenzó en 1883, se abrió en 1887 y fue consagrado en 1893. El arquitecto encargado fue Alfred Frangeul y su escultor Bedane. Fue un clérigo, natural de Jersey, Mathieu de Gruchy, que hizo mucho para restaurar la fe católica en su isla natal. Más tarde fue enviado a Francia, pero fue detenido y ejecutado en Nantes por el gobierno revolucionario. Se le considera un mártir.